# Michelangelo Verso
Michelangelo Verso (Palermo, 18 marzo 1920 – Palermo, 18 settembre 2006) è stato un tenore italiano.

## Biografia
Iniziò a cantare in chiesa all'età di sette anni, poi, verso i quindici, il maestro di conservatorio Carmelo Giacchino lo invitò a partecipare come solista nel Coro della Conca d'oro, dove cantò le canzoni dialettali dell'epoca e partecipò a molte tournée, anche all'estero, riscuotendo successi ovunque.
Nel 1941, con il cantante Achille Togliani, vinse una borsa di studio per diventare attore-cantante al Centro sperimentale di cinematografia di Roma, ma, a causa della guerra, non riuscì a finire quegli studi. A Cinecittà ebbe modo di conoscere personalmente diversi attori, tra i quali Amedeo Nazzari (accanto al quale recitò in una breve scena ne La bella addormentata), Luisa Ferida, Osvaldo Valenti, Rossano Brazzi, Carla Del Poggio, Totò e Miria di San Servolo. L'anno dopo arrivò in finale ad un concorso di canto all'EIAR, cantando in diretta nella trasmissione radiofonica Trenta minuti nel mondo, dove gli ascoltatori potevano votare tramite cartoline postali.
Il 13 marzo 1948 fece il suo debutto con il ruolo di Edgardo nella Lucia di Lammermoor al Teatro Massimo di Palermo, dove, il 22 maggio 1949, cantò anche, con il ruolo del Conte d'Almaviva, ne Il barbiere di Siviglia. Nello stesso anno il tenore Beniamino Gigli lo scelse tra i tenori emergenti per cantare, sempre al Teatro Massimo, il 2 dicembre, in un concerto lirico a totale beneficio del Comitato Cittadino "Salviamoli", offerto e organizzato dallo stesso Gigli. Verso aprì il concerto con la romanza Vieni di Denza e cantò, come penultimo brano in programma, l'aria Che gelida manina dalla Bohème di Puccini.
Nel 1950, avendo vinto un Concorso Internazionale per cantanti lirici, gli venne assegnata una borsa di studio per perfezionamento all'Accademia Musicale Chigiana di Siena, dove studiò con il soprano Ines Alfani-Tellini e il maestro Giorgio Favaretto. Nel saggio finale fu scelto per cantare nella Basilica di San Francesco, con orchestra e coro diretti dal maestro Andrea Morosini, nel concerto commemorativo per il cinquantenario del decesso del musicista Giuseppe Verdi, ottenendo un grande successo di pubblico e di critica.
Seguirono poi le prime registrazioni sui dischi a 78 giri: Vitti 'na crozza su dischi Cetra nel 1951, ...E vui durmiti ancora! e tante altre canzoni classiche siciliane e napoletane su dischi Fonit nel 1952 (Torna!, Passione, Addio a Napoli). Nello stesso anno fu invitato dal maestro Furio Rendine per partecipare al Festival della Canzone napoletana, "La Piedigrotta" che durava due mesi, dove cantò, accompagnato dall'orchestra Anepeta, 'E campane napulitane, canzone che fu premiata e registrata anche su disco Fonit. La stampa locale lo elogiò come "II nuovo Caruso" per aver cantato senza microfono. Sempre nello stesso anno fu invitato dal MSI a registrare l'inno Sorgi Sicilia di Alfredo Cucco su dischi della Vis Radio che, per motivi di opportunità politica, fu introdotta come retro de La leggenda del Piave.
Nel 1953 fu ingaggiato per cantare in America dove, nel 1954, al Metropolitan Opera House di New York, interpretò il ruolo del Conte d'Almaviva ne II barbiere di Siviglia.
Negli anni successivi fece molti concerti, tournée, spettacoli e programmi per radio e televisione negli Stati Uniti e in Sud America. In questo periodo ebbe occasione di conoscere personalmente attori famosi come Jane Russell e Robert Mitchum, di esibirsi a Cuba con Édith Piaf e nel famoso night club Tropicana con Maurice Chevalier e Nat King Cole.
La moglie, la corista olandese Marion Fernhout, sposata in Messico nel 1958, lo seguiva nei viaggi e nel 1959, mentre erano in Ecuador, nacque il loro figlio, Michelangelo Jr.
In America, dal 1955 al 1959, Verso incise dischi a 78 e 33 giri per la Columbia Records messicana e dischi a 45 giri per la Onyx e la Granja. Al rientro dall'America, dal 1962 al 1964, seguirono dischi italiani a 45 giri registrati con la Phonotype, la Zephyr, la Fonola Dischi e la Primary. Nel 1962 vinse il 12º Festival della Nuova Canzone Siciliana di Castellammare del Golfo con le canzoni Carritteri 'nnamuratu (primo premio) e Saridda (secondo premio), che furono registrate immediatamente su dischi.
Negli anni settanta e ottanta visse con la sua famiglia nei Paesi Bassi, dove cantò in programmi teatrali e per radio e televisione. Rientrato nel 1988 a Palermo, fu invitato a cantare in diverse trasmissioni radiofoniche per la Rai e nelle varie emittenti televisive della Sicilia.
Il 19 febbraio 1994 diede l'addio alle scene con un concerto lirico in memoria di Beniamino Gigli al Teatro Ranchibile di Palermo.
L'artista palermitano ricevette diverse onorificenze, tra le quali, nel 1989 la targa Premio Internazionale Tito Schipa, nel 1990 a Roma la targa d'oro Omaggio a Beniamino Gigli e nel 1994 la targa Omaggio a Enrico Caruso; nel 1998 fu nominato membro onorario del fan club The Friends of Mario Lanza di Inghilterra e nel 2003 ricevette dal consiglio comunale di Palermo la targa d'argento Premio alla carriera a Michelangelo Verso - Voce chiara e robusta apprezzata nel mondo e dai critici.
Michelangelo Verso cantò fino all'età di ottantadue anni, registrando nel 2002 il CD E lucevan le stelle - Romanze Vol. 4.

## Discografia

### 78 giri
| Titolo della canzone       | Anno | Casa discografica |
| -------------------------- | ---- | ----------------- |
| Addio a Napoli             | 1952 | Fonit             |
| Ardore                     | 1951 | Cetra             |
| Canzuncella a 'na sposa    | 1952 | Fonit             |
| Chichirichì                | 1952 | Fonit             |
| Ci rivedremo in costiera   | 1951 | Cetra             |
| Dimane                     | 1952 | Fonit             |
| Dolce sabato               | 1951 | Cetra             |
| 'E campane napulitane      | 1952 | Fonit             |
| ...E vui durmiti ancora!   | 1952 | Fonit             |
| L'amanti bedda             | 1952 | Fonit             |
| Lu me' sciccareddu         | 1952 | Fonit             |
| 'Nn' am'a spartiri         | 1952 | Fonit             |
| Notte sul mare             | 1951 | Cetra             |
| Passione                   | 1952 | Fonit             |
| Sorgi Sicilia              | 1953 | Vis Radio         |
| Sospirato tango            | 1951 | Cetra             |
| Taliu di ccà, taliu di ddà | 1952 | Fonit             |
| Torna!                     | 1952 | Fonit             |
| Tuosseco                   | 1952 | Fonit             |
| Vitti 'na crozza           | 1951 | Cetra             |

### 33 giri
| Titolo della canzone       | Anno | Titolo dell'album e matricola |
| -------------------------- | ---- | ----------------------------- |
| Addio a Napoli             | 1955 | Italia mia - DCL 73           |
| Anema e core               | 1955 | Italia mia - DCL 73           |
| Arrivederci Roma           | 1955 | Italia en Mexico - DCL 135    |
| Aveva un bavero            | 1955 | Italia en Mexico - DCL 135    |
| Canto al amor              | 1955 | Italia mia Vol. 2 - DCL 100   |
| Core 'ngrato               | 1955 | Italia en Mexico - DCL 135    |
| Funiculì funiculà          | 1955 | Italia en Mexico - DCL 135    |
| Italia mia                 | 1955 | Italia mia Vol. 2 - DCL 100   |
| La spagnola                | 1955 | Italia en Mexico - DCL 135    |
| Luna rossa                 | 1955 | Italia en Mexico - DCL 135    |
| Malafemmena                | 1955 | Italia mia - DCL 73           |
| Mamma                      | 1955 | Italia mia Vol. 2 - DCL 100   |
| Mexico lindo               | 1955 | Italia en Mexico - DCL 135    |
| Munasterio 'e Santa Chiara | 1955 | Italia mia - DCL 73           |
| Non ti scordar di me       | 1955 | Italia mia - DCL 73           |
| 'Nu quarto 'e luna         | 1955 | Italia mia Vol. 2 - DCL 100   |
| Parlami d'amore Mariù      | 1955 | Italia mia Vol. 2 - DCL 100   |
| Se tu sei con me           | 1955 | Italia en Mexico - DCL 135    |
| Terra straniera            | 1955 | Italia mia - DCL 73           |
| T'ho voluto bene           | 1955 | Italia mia Vol. 2 - DCL 100   |
| Ti voglio tanto bene       | 1955 | Italia mia Vol. 2 - DCL 100   |
| Torna a Surriento          | 1955 | Italia mia - DCL 73           |
| Tu che m'hai preso il cuor | 1955 | Italia mia Vol. 2 - DCL 100   |
| Vola colomba               | 1955 | Italia mia - DCL 73           |

### 45 giri
| Titolo della canzone      | Anno | Casa discografica |
| ------------------------- | ---- | ----------------- |
| A lu mercatu              | 1963 | Phonotype         |
| A lu mercatu              | 1962 | Zephyr            |
| Abballa muggheri          | 1963 | Zephyr            |
| Abballati abballati       | 1963 | Zephyr            |
| Canto la mia canzone      | 1963 | Phonotype         |
| Carritteri 'nnamuratu     | 1962 | Fonola Dischi     |
| Chichirichì               | 1963 | Zephyr            |
| Ciuri, ciuri              | 1963 | Zephyr            |
| Ciuri, ciuri              | 1951 | Phonotype         |
| Core 'ngrato              | 1958 | Granja            |
| Fontanella                | 1962 | Fonola Dischi     |
| Funiculì funiculà         | 1961 | Granja            |
| Ghiummareddu              | 1963 | Zephyr            |
| Giorno di nozze           | 1963 | Phonotype         |
| I miraculi di Santu Sanu  | 1963 | Primary           |
| La cruci di l'omini       | 1963 | Zephyr            |
| La danza di Rossini       | 1958 | Granja            |
| Lu me' sciccareddu        | 1962 | Zephyr            |
| Mandulinata d'e suspire   | 1962 | Fonola Dischi     |
| Melodica                  | 1962 | Fonola Dischi     |
| Mexico lindo              | 1958 | Granja            |
| Musetto                   | 1959 | Onyx              |
| Oh! Oh! Ah! Ah!           | 1959 | Onyx              |
| Piffiti paffiti           | 1963 | Primary           |
| Recondita armonia (Tosca) | 1958 | Granja            |
| Saridda                   | 1962 | Fonola Dischi     |
| Soli soli nella notte     | 1959 | Onyx              |
| Tanto... tanto            | 1959 | Onyx              |
| Tutte si maritaru         | 1963 | Phonotype         |
| Vincenzina                | 1962 | Fonola Dischi     |
| Vitti 'na crozza          | 1958 | Cetra             |
| Vitti 'na crozza          | 1963 | Phonotype         |